# دراپ شیپینگ
دراپ شیپینگ (به انگلیسی: Drop shipping)
یک روش خرده‌فروشی و عرضه کالا است که در آن کالا مستقیماً از انبار تامین‌کننده و نه انبار خرده‌فروش برای خریدار ارسال می‌شود. به عبارت دیگر خرده‌فروش بدون داشتن انبار و سرمایه، سفارش را از خریدار گرفته و به تامین‌کننده یا تولیدکننده اصلی آن کالا ارجاع می‌دهد؛ تولیدکننده کالا نیز کالا را مستقیماً به خریدار ارسال می‌کند و سود خرده‌فروش حاصل مابه‌تفاوت قیمت برای خریدار و قیمتی که تولیدکننده به خرده‌فروش می‌دهد، می‌باشد. وظیفه خرده‌فروش در این نوع تجارت، تبلیغ و بازاریابی است. و در این روش با حذف شبکه توزیع و حاشیه سود شرکت‌های پخش درصد سود فروشنده افزایش میابد که این درآمد بیشتر به فروشنده امکان تبلیغات گسترده‌تر و در نهایت فروش بیشتر را می‌دهد و گاهی اوقات حتی فروشنده خود می‌تواند به عنوان نماینده و عامل فروش عمل کند و علاوه بر خرده فروشی بر روی بازار عمده فروشی نیز متمرکز باشد.

## بازیگران اصلی در زنجیره تأمین دراپ شیپینگ

### کارخانه (تولیدکننده)
بدون شک اولین بخش زنجیره را کارخانه یا همان تولیدکننده محصول شکل می‌دهد. ممکن است آن‌ها در ساخت یک محصول تخصص داشته باشند یا بتوانند چندین محصول مختلف را تولید کنند.
تولیدکننده محصولات خود را به صورت عمده به عمده فروش می‌دهد و عمده فروش با دانش و تجربه خود در مورد چگونگی به فروش رساندن محصولات تصمیم می‌گیرد و سفارش‌ها را برپایه چیزی که گمان می‌کند خرده فروشان توانایی فروش آن را دارند، به کارخانه می‌دهد.
در این مرحله است که تهیه کردن محصولات کمترین هزینه ممکن را دارند. از آن‌جا که محصولات باید بین تولیدکننده، عمده فروش و خرده فروش جابه‌جا شوند؛ نباید هزینه خرید آن خیلی بالا باشد.
در فرایند دراپ شیپینگ معمولاً طرف معاملهٔ تولیدکننده، عمده فروش است و فروشگاه مستقیماً با تولیدکننده در ارتباط نیست، مگر در مواردی که تولیدکننده و عمده فروش یکی باشند.

### عمده فروش
طرف دوم درگیر در فرایند دراپ شیپینگ، عمده فروش است. می‌توان گفت که عمده فروش مانند چسبی است که فرایند دراپ شیپینگ را کنار یکدیگر نگه می‌دارد.
عمده فروش، محصولات را به صورت انبوه از تولیدکننده خریداری و در انبارهای خود قرار می‌دهد. آنها به خرده فروشان می‌گویند که چه محصولاتی را می‌توانند در فروشگاه‌های خود عرضه کنند.
عمده فروشان دراپ شیپینگ با عمده فروشان معمولی تفاوت دارند، زیرا به جای ارسال عمده محصولات برای خرده فروشان، به شیوه‌ای کار می‌کنند که سفارش‌ها مشتری را دریافت و مستقیماً کالا را برای خریدار ارسال می‌کنند.

### خرده فروش
خرده فروشان، ویترین‌هایی را ایجاد می‌کنند که محصولات را از طریق آن می‌فروشند. علاوه بر این مسئولیت ارتباط با مشتریان، پردازش سفارش‌ها، پشتیبانی آن‌ها و دریافت هزینه خرید نیز بر عهده خرده فروش است.
در نگاه مشتریان این خرده فروش است که کل فرایند فروش و ارسال سفارش را مدیریت می‌کند. از جمله مخاطرات اصلی خرده‌فروشی را می‌توان به هزینه اولیه (هرچند کم) و نداشتن کنترل روی کیفیت محصولات اشاره کرد.
از آن‌جا که خرده فروش به نوعی کمترین زحمت را در این فرایند متحمل می‌شود، ممکن است این سؤال برایتان پیش بیاید که آیا دراپ شیپینگ قانونی است؟ در پاسخ به این سؤال باید گفت بله، مشروط به اینکه محصول یا تولیدکنندگان و عمده فروشان قانونی باشند.

## چرا فروش به روش دراپ شیپ، آسانترین روش کسب درآمد است؟
درست مانند راه‌اندازی هر کسب‌وکاری، دراپ شیپینگ هم مزایا و معایب خاص خود را دارد. با کمی چرخیدن در اینترنت متوجه خواهید شد که بسیاری از افراد اعتقاد دارند که دراپ شیپ یک روش فوق‌العاده درآمدزایی است و بسیاری از مشکلات روش‌های فروش به روش سنتی را ندارد.
- شروع کسب و کار بدون سرمایه اولیه:

قطعاً انبارداری، خرید قطعی کالا و حسابداری یکی از مهم‌ترین بخش از هزینه‌های فروش کالاست. دقیقاً روش دراپ شیپینگ به منظور حذف همین بخش از سختی‌های کار به وجود آمده‌است و باعث کاهش هزینه‌های ایجاد فروشگاه می‌شود.
- ریسک کم در کسب و کار:

برخلاف روش سنتی فروش که فروشنده کالاهایی را به صورت قطعی خریداری می‌کند و بخشی از سرمایه خود را با ریسک، درگیر برندهای خاصی می‌کند، در روش دراپ شیپ فروشنده می‌تواند به سادگی تأمین کننده خود را تغییر دهد و فروش کالاهای مختلف را مورد آزمایش قرار دهد.
- انجام کسب و کار در هر نقطه و هر زمان:

یک دراپ شیپر می‌تواند در هر نقطه ای کسب و کار خود را شروع کند، کالاهای مورد نظر خود را بفروشد و سفارش خود را به تأمین کننده منتقل کند؛ بنابراین این روش فروش از جمله مشاغلی است که حتی از منزل و در حال خوردن قهوه نیز امکان‌پذیر است.
- تنوع اقلام فروش:

در یک کسب و کار سنتی فروش، با توجه به محدودیت سرمایه، شما نمی‌توانید روی کالاهای متنوعی کار کنید اما در فروش به روش دراپ شیپ، شما می‌توانید با تمرکز فروش بر روی انبار تأمین کنندگان مختلف، نوع کالاهای خود را بالا ببرید و به این ترتیب فروش خود را به صورت نمایی افزایش دهید.
- شروع آسان:حتی یک فرد عادی که هیچ سابقه ای از فرایند فروش ندارد نیز می‌تواند از همین امروز کسب و کار دراپ شیپ را شروع کند. برای شروع این کسب و کار شما فقط باید تأمین کننده مورد اعتماد خود را انتخاب کنید، بستر فروش خود را بسازید و بدون صرف هزینه یا زمان زیاد کسب و کار خود را آغاز کنید.[۱۸]

چند مثال عملی برای دراپ شاپینگ
دراپ شیپینگ به عنوان یک مدل کسب‌وکار محبوب، می‌تواند در زمینه‌های مختلفی به کار رود. در اینجا چند مثال عملی از نحوه پیاده‌سازی دراپ شیپینگ را بیان می‌کنم:
1. فروشگاه آنلاین لوازم جانبی موبایل: ایجاد یک فروشگاه آنلاین که تخصص آن فروش انواع قاب‌های موبایل، محافظ صفحه نمایش، و لوازم جانبی دیگر باشد. شما سفارش‌ها را دریافت و سپس آن‌ها را به تامین‌کننده‌ای که محصولات را مستقیماً به مشتری ارسال می‌کند، منتقل می‌کنید.
2. فروشگاه آنلاین پوشاک: انتخاب یک نیش خاص مانند پوشاک ورزشی، لباس‌های اکو-فرندلی، یا لباس‌های مجلسی و فروش آن‌ها از طریق دراپ شیپینگ. می‌توانید با تامین‌کنندگانی که در این زمینه‌ها تخصص دارند همکاری کنید.
3. فروشگاه تجهیزات ورزشی: تأسیس یک فروشگاه آنلاین که تجهیزات ورزشی مانند دمبل‌ها، تجهیزات یوگا، و دوچرخه‌های تمرینی را ارائه می‌دهد. این محصولات معمولاً سنگین و دارای هزینه‌های بالای حمل و نقل هستند، اما با دراپ شیپینگ، این هزینه‌ها به تامین‌کننده منتقل می‌شود.
4. فروشگاه زیبایی و مراقبت از پوست: ایجاد یک فروشگاه آنلاین که محصولات مراقبت از پوست، لوازم آرایشی، و محصولات زیبایی را ارائه می‌دهد. این محصولات معمولاً دارای تقاضای بالا و چرخه‌های خرید مکرر هستند.
5. فروشگاه گجت‌ های الکترونیکی: فروش گجت‌های الکترونیکی جدید و جذاب مانند ساعت‌های هوشمند، هدفون‌های بی‌سیم، و اسپیکرهای قابل حمل. در این نوع فروشگاه، می‌توانید از ترندهای فناوری جدید بهره ببرید و محصولاتی را ارائه دهید که مورد توجه علاقه‌مندان به فناوری هستند.

در هر یک از این موارد، کلید موفقیت در دراپ شیپینگ شناسایی بازار هدف، ایجاد ارتباط مؤثر با تامین‌کنندگان قابل اعتماد، و توسعه استراتژی‌های بازاریابی هدفمند است.
نتیجه‌گیری: دراپ شیپینگ می‌تواند فرصتی عالی برای کارآفرینانی باشد که به دنبال راه‌اندازی کسب‌ و کار آنلاین با سرمایه اولیه کم هستند. با این حال، موفقیت در این حوزه نیازمند تحقیق، برنامه‌ریزی دقیق و اجرای استراتژی‌های مؤثر بازاریابی است. 19]